# Leucoptérine
La leucoptérine est un composé de la famille des pigments ptériniques. Elle se présente sous la forme de cristaux incolores, légèrement soluble dans l'eau.

## Occurrence

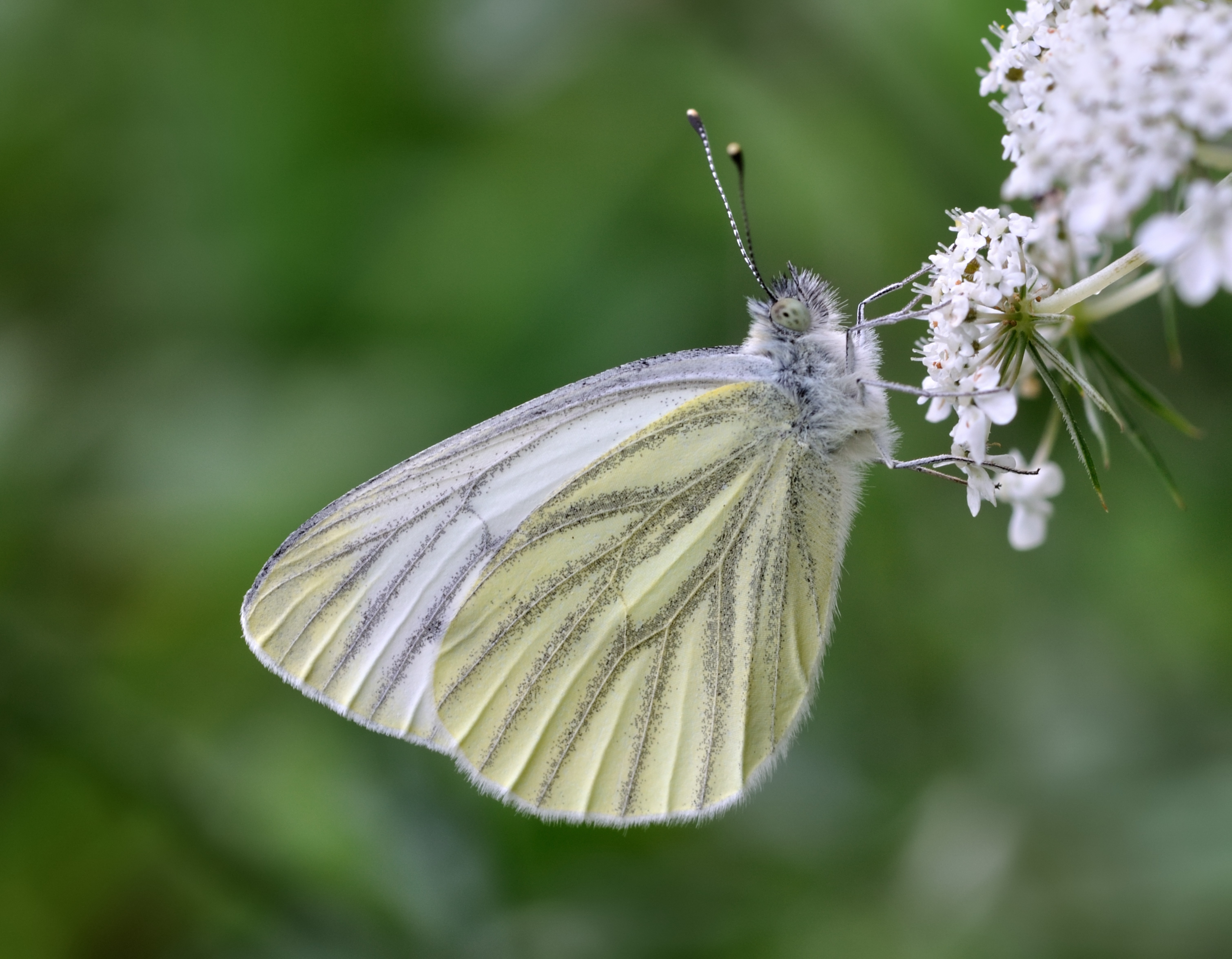
Piéride du navet.

La leucoptérine est présente dans la nature chez certaines espèces de papillons blancs.
Elle a d'ailleurs été isolée pour la première fois en 1926 par Clemens Schöpf (de) et Heinrich Otto Wieland des ailes de Piéridés, le Piéride du chou et le Piéride du navet, ce qui est à l'origine de son nom (du grec leukos, blanc, et pteron, aile). Toutefois, la leucoptérine n'est pas responsable de la coloration des ailes de ces papillons. Cette couleur blanche vient en fait de la « réflexion de la lumière sur les écailles, dans lesquelles est emprisonné de l'air ».

## Propriétés
La leucoptérine forme des cristaux quasi incolores contenant un demi-équivalent d'eau de cristallisation (hémihydrate). Tout comme la ptérine, la leucoptérine peut subir un équilibre céto-énolique, plus précisément dans ce cas une tautomérie lactame-lactime, se transformant ainsi en 2-amino-4,6,7-ptéridintriol, d'autres tautomères partiels étant également possibles. La comparaison de spectres UV avec ceux d'autres ptéridines substituées indique cependant que la forme lactame est prédominante.
La leucoptérine est un acide faible et est donc dissoute par les substances alcalines, par exemple le carbonate de sodium ou la soude. L'ajout d'acide chlorhydrique permet de précipiter à nouveau le solide incolore, méthode qu'avaient utilisé Schöpf et Purrmann pour purifier la substance. L'acidité est la plus forte pour le groupe N(8)-H, suivie par le groupe N(3)-H et enfin le groupe N(5)-H. Il est possible de préparer des sels de sodium, de baryum et d'ammonium à partir de ce composé. 

## Biosynthèse
Une étude radiochimique sur les chenilles et chrysalides de Piéride du chou (Pieris brassicae L.), à partir de composés marqués au carbone 14, a conclu que la leucoptérine des papillons était produite à partir de la guanine ou de la guanosine, des dérivés de la purine, le précurseur immédiat étant vraisemblablement la xanthoptérine. À partir de ce composé, le groupe oxo sur le carbone 8 peut être introduit par l'action de la xanthine oxydase.

## Synthèse
Afin de prouver sa formule structurelle, Robert Purrmann (de) a synthétisé en 1940 la leucoptérine à partir de la 2,4,5-triamino-1,6-dihydropyrimidin-6-one (2,4,5-triamino-6-hydroxypyrimidine), chauffée avec de l'acide oxalique en excès, :